# آلن مایکل هانتمن
آلن مایکل هانتمن (انگلیسی: Alan Hantman; ۱۳ اکتبر ۱۹۴۲) سیاست‌مدار و معمار اهل ایالات متحده آمریکا بود.